# 3409 Абрамов
3409 Абрамов (1977 RE6, 1929 UP, 1929 VD, 1948 TW1, 1958 VU, 1972 TF5, 1979 BS1, 1980 GF1, 1982 VY5, 1985 GD1, 3409 Abramov) — астероїд головного поясу, відкритий 9 вересня 1977 року астрономом Миколою Черних в Кримській астрофізичній обсерваторії і названий на честь російського письменника Федора Абрамова.
Тіссеранів параметр щодо Юпітера — 3,297.